# 제리 핑크니
제리 핑크니(Jerry Pinkney, 1939년 12월 29일 ~ )는 미국의 작가 겸 삽화가이다.
1939년 12월 29일 필라델피아에서 태어났다. 우리 시대 가장 뛰어난 그림책 작가 중 하나로, 1964년부터 어린이 책에 그림을 그리기 시작한 이후 『미랜디와 바람 오빠』 『노아의 방주』 『미운 오리 새끼』 『사자와 생쥐』 등으로 미국 도서관협회에서 주는 칼데콧 영예상을 여섯 차례나 수상했으며, 코레타 스콧 킹 상을 다섯 차례나 수상했다. 수년 동안 그의 그림들은 미국과 세계 곳곳의 미술관에서 전시되었고, 1988년에는 한스 크리스찬 안데르센 상의 미국 후보로 오르기도 했다. 제리 핑크니는 특히 이 책을 비롯한 『이솝우화 그림책』 시리즈를 위해 이솝우화집에 담긴 다양한 이미지를 30 여년 동안 깊이 연구하여, 전혀 새로운 이솝우화 그림책을 만들어냈다는 평을 듣고 있다.

## 작품 목록
- 『사자와 생쥐』(2010)
  - 윤한구 옮김| 별천지
- 『미운 오리 새끼』(2010)
  - 윤한구 옮김| 별천지
- 『나이팅게일』(2010)
  - 윤한구 옮김| 별천지
- 『빨간 모자』(2010)
  - 윤한구 옮김| 별천지
- 『세 마리 아기 고양이』(2011)
  - 유병수 옮김| 별천지
- 『독사를 물리친 어린 몽구스』(2011)
  - 오숙은 옮김| 별천지
- 『반짝반짝 작은 별』[1987](2012)
  - 이예원 옮김| 별천지